# Margareta Karthauserin
Margareta Karthäuserin va ser una monja de meitat del segle xv al convent Dominic de Santa Caterina a Nuremberg i una escriba especialitzada.
Segons alguns historiadors, Margareta va ser enviada de Schönensteinbach per ajudar el convent de Nuremberg amb el moviment de reforma dels Dominics. Les monges del convent van fer una gran biblioteca plena de llibres per proveir les necessitats d'individus reformats. Molts d'aquests textos els van copiar elles mateixes. D'aquestes monges, Margareta va ser considerat una de les escribas més especialitzades. Segons C. G. von Murr, entre els anys 1458 i 1470, va copiar vuit gran llibres de cor que anys més tard es podien trobar a la biblioteca de la ciutat de Nuremberg. De banda d'aquest, també va escriure el Pars Aestivalis d'un Missal (1463) i el Pars Hiemalis. L'últim va ser copiat amb l'ajuda d'una altra monja del mateix convent, Margareta Imhof (1452).